# Liste des planètes mineures (656001-657000)
Voici la liste des planètes mineures numérotées de 656001 à 657000. Les planètes mineures sont numérotées lorsque leur orbite est confirmée, ce qui peut parfois se produire longtemps après leur découverte. Elles sont classées ici par leur numéro.

## Planètes mineures 656001 à 657000
- (656001) 2015 TK317
- (656002) 2015 TC318
- (656003) 2015 TB319
- (656004) 2015 TC319
- (656005) 2015 TD321
- (656006) 2015 TX321
- (656007) 2015 TW327
- (656008) 2015 TN332
- (656009) 2015 TP333
- (656010) 2015 TX336
- (656011) 2015 TD341
- (656012) 2015 TC343
- (656013) 2015 TO343
- (656014) 2015 TP343
- (656015) 2015 TL345
- (656016) 2015 TP346
- (656017) 2015 TG351
- (656018) 2015 TU358
- (656019) 2015 TQ364
- (656020) 2015 TU364
- (656021) 2015 TW365
- (656022) 2015 TZ368
- (656023) 2015 TP369
- (656024) 2015 TD372
- (656025) 2015 TF372
- (656026) 2015 TN373
- (656027) 2015 TG379
- (656028) 2015 TF380
- (656029) 2015 TD386
- (656030) 2015 TG394
- (656031) 2015 TZ406
- (656032) 2015 TC410
- (656033) 2015 TA411
- (656034) 2015 TC443
- (656035) 2015 TV443
- (656036) 2015 TZ443
- (656037) 2015 UG1
- (656038) 2015 UK1
- (656039) 2015 UA4
- (656040) 2015 US5
- (656041) 2015 UV9
- (656042) 2015 UG12
- (656043) 2015 UL12
- (656044) 2015 UY14
- (656045) 2015 UV16
- (656046) 2015 UR20
- (656047) 2015 UC23
- (656048) 2015 UJ25
- (656049) 2015 UM26
- (656050) 2015 UQ26
- (656051) 2015 UO30
- (656052) 2015 UK42
- (656053) 2015 UV44
- (656054) 2015 UN47
- (656055) 2015 UK50
- (656056) 2015 UO50
- (656057) 2015 UG54
- (656058) 2015 UK59
- (656059) 2015 UM61
- (656060) 2015 UN61
- (656061) 2015 UM62
- (656062) 2015 UR62
- (656063) 2015 UG66
- (656064) 2015 UR66
- (656065) 2015 UO70
- (656066) 2015 UV72
- (656067) 2015 UA78
- (656068) 2015 UA79
- (656069) 2015 UO81
- (656070) 2015 US84
- (656071) 2015 UT86
- (656072) 2015 VO2
- (656073) 2015 VQ3
- (656074) 2015 VW3
- (656075) 2015 VK12
- (656076) 2015 VD17
- (656077) 2015 VU22
- (656078) 2015 VJ27
- (656079) 2015 VE29
- (656080) 2015 VB41
- (656081) 2015 VC47
- (656082) 2015 VC49
- (656083) 2015 VG53
- (656084) 2015 VK57
- (656085) 2015 VY57
- (656086) 2015 VJ60
- (656087) 2015 VZ63
- (656088) 2015 VM66
- (656089) 2015 VK68
- (656090) 2015 VG70
- (656091) 2015 VL73
- (656092) 2015 VA74
- (656093) 2015 VL74
- (656094) 2015 VJ90
- (656095) 2015 VO91
- (656096) 2015 VS96
- (656097) 2015 VH101
- (656098) 2015 VM112
- (656099) 2015 VU112
- (656100) 2015 VB115
- (656101) 2015 VG117
- (656102) 2015 VF123
- (656103) 2015 VO123
- (656104) 2015 VF126
- (656105) 2015 VX126
- (656106) 2015 VP129
- (656107) 2015 VG130
- (656108) 2015 VF133
- (656109) 2015 VO136
- (656110) 2015 VR138
- (656111) 2015 VG139
- (656112) 2015 VV139
- (656113) 2015 VE140
- (656114) 2015 VR140
- (656115) 2015 VF141
- (656116) 2015 VP141
- (656117) 2015 VY141
- (656118) 2015 VO147
- (656119) 2015 VA153
- (656120) 2015 VT155
- (656121) 2015 VT158
- (656122) 2015 VZ159
- (656123) 2015 VK160
- (656124) 2015 VH161
- (656125) 2015 VH163
- (656126) 2015 VQ163
- (656127) 2015 VV173
- (656128) 2015 VZ184
- (656129) 2015 VE202
- (656130) 2015 VP203
- (656131) 2015 VD205
- (656132) 2015 VD211
- (656133) 2015 VG213
- (656134) 2015 WM1
- (656135) 2015 WN3
- (656136) 2015 WV6
- (656137) 2015 WX8
- (656138) 2015 WJ9
- (656139) 2015 WU11
- (656140) 2015 WC14
- (656141) 2015 WQ14
- (656142) 2015 WU14
- (656143) 2015 WZ14
- (656144) 2015 WG16
- (656145) 2015 WR16
- (656146) 2015 WP17
- (656147) 2015 WJ18
- (656148) 2015 WO18
- (656149) 2015 WK19
- (656150) 2015 WO19
- (656151) 2015 WY19
- (656152) 2015 WN22
- (656153) 2015 WY28
- (656154) 2015 WO29
- (656155) 2015 WY40
- (656156) 2015 XJ
- (656157) 2015 XH8
- (656158) 2015 XX8
- (656159) 2015 XY20
- (656160) 2015 XE26
- (656161) 2015 XP30
- (656162) 2015 XR34
- (656163) 2015 XX35
- (656164) 2015 XF47
- (656165) 2015 XV55
- (656166) 2015 XW60
- (656167) 2015 XJ65
- (656168) 2015 XK72
- (656169) 2015 XG94
- (656170) 2015 XX98
- (656171) 2015 XU104
- (656172) 2015 XK105
- (656173) 2015 XK110
- (656174) 2015 XX118
- (656175) 2015 XK125
- (656176) 2015 XQ127
- (656177) 2015 XE133
- (656178) 2015 XY133
- (656179) 2015 XP137
- (656180) 2015 XN142
- (656181) 2015 XO145
- (656182) 2015 XC152
- (656183) 2015 XC154
- (656184) 2015 XZ160
- (656185) 2015 XY161
- (656186) 2015 XD162
- (656187) 2015 XM166
- (656188) 2015 XT167
- (656189) 2015 XJ168
- (656190) 2015 XW171
- (656191) 2015 XN190
- (656192) 2015 XQ195
- (656193) 2015 XO199
- (656194) 2015 XB201
- (656195) 2015 XD201
- (656196) Falchi
- (656197) 2015 XZ205
- (656198) 2015 XZ206
- (656199) 2015 XT207
- (656200) 2015 XK208
- (656201) 2015 XL209
- (656202) 2015 XJ212
- (656203) 2015 XV212
- (656204) 2015 XZ212
- (656205) 2015 XT216
- (656206) 2015 XH232
- (656207) 2015 XT235
- (656208) 2015 XC238
- (656209) 2015 XU239
- (656210) 2015 XF242
- (656211) 2015 XQ248
- (656212) 2015 XO250
- (656213) 2015 XG266
- (656214) 2015 XJ276
- (656215) 2015 XE281
- (656216) 2015 XM281
- (656217) 2015 XW294
- (656218) 2015 XE303
- (656219) 2015 XB308
- (656220) 2015 XD311
- (656221) 2015 XO315
- (656222) 2015 XD318
- (656223) 2015 XA323
- (656224) 2015 XL325
- (656225) 2015 XN325
- (656226) 2015 XQ335
- (656227) 2015 XO343
- (656228) 2015 XL344
- (656229) 2015 XU352
- (656230) 2015 XW352
- (656231) 2015 XN359
- (656232) 2015 XU362
- (656233) 2015 XD365
- (656234) 2015 XR365
- (656235) 2015 XH369
- (656236) 2015 XS373
- (656237) 2015 XH377
- (656238) 2015 XO380
- (656239) 2015 XA384
- (656240) 2015 XC385
- (656241) 2015 XN385
- (656242) 2015 XQ385
- (656243) 2015 XW386
- (656244) 2015 XX386
- (656245) 2015 XV388
- (656246) 2015 XE390
- (656247) 2015 XT394
- (656248) 2015 XV394
- (656249) 2015 XZ395
- (656250) 2015 XK396
- (656251) 2015 XS396
- (656252) 2015 XH398
- (656253) 2015 XN398
- (656254) 2015 XB399
- (656255) 2015 XB401
- (656256) 2015 XD403
- (656257) 2015 XG403
- (656258) 2015 XF404
- (656259) 2015 XT406
- (656260) 2015 XZ406
- (656261) 2015 XJ408
- (656262) 2015 XK409
- (656263) 2015 XG411
- (656264) 2015 XE412
- (656265) 2015 XK414
- (656266) 2015 XN414
- (656267) 2015 XV414
- (656268) 2015 XP416
- (656269) 2015 XE418
- (656270) 2015 XT418
- (656271) 2015 XB419
- (656272) 2015 XC420
- (656273) 2015 XS442
- (656274) 2015 XG443
- (656275) 2015 XM443
- (656276) 2015 XA444
- (656277) 2015 XL444
- (656278) 2015 XE447
- (656279) 2015 XQ450
- (656280) 2015 XF459
- (656281) 2015 XH470
- (656282) 2015 XX470
- (656283) 2015 XL471
- (656284) 2015 XW476
- (656285) 2015 XQ490
- (656286) 2015 YV7
- (656287) 2015 YG11
- (656288) 2015 YY15
- (656289) 2015 YC16
- (656290) 2015 YN17
- (656291) 2015 YJ18
- (656292) 2015 YZ18
- (656293) 2015 YX21
- (656294) 2015 YQ23
- (656295) 2015 YZ23
- (656296) 2015 YS24
- (656297) 2015 YJ27
- (656298) 2015 YP32
- (656299) 2015 YW35
- (656300) 2016 AQ1
- (656301) 2016 AE6
- (656302) 2016 AW7
- (656303) 2016 AC8
- (656304) 2016 AQ10
- (656305) 2016 AJ12
- (656306) 2016 AN19
- (656307) 2016 AT19
- (656308) 2016 AC32
- (656309) 2016 AJ34
- (656310) 2016 AL36
- (656311) 2016 AS36
- (656312) 2016 AT36
- (656313) 2016 AA41
- (656314) 2016 AJ41
- (656315) 2016 AG45
- (656316) 2016 AL50
- (656317) 2016 AD51
- (656318) 2016 AM52
- (656319) 2016 AO57
- (656320) 2016 AO59
- (656321) 2016 AK62
- (656322) 2016 AQ62
- (656323) 2016 AH63
- (656324) 2016 AC66
- (656325) 2016 AB67
- (656326) 2016 AU72
- (656327) 2016 AN74
- (656328) 2016 AK77
- (656329) 2016 AR77
- (656330) 2016 AE78
- (656331) 2016 AK79
- (656332) 2016 AK81
- (656333) 2016 AB89
- (656334) 2016 AO90
- (656335) 2016 AV94
- (656336) 2016 AD98
- (656337) 2016 AY98
- (656338) 2016 AV100
- (656339) 2016 AH101
- (656340) 2016 AF102
- (656341) 2016 AK102
- (656342) 2016 AR103
- (656343) 2016 AA104
- (656344) 2016 AF104
- (656345) 2016 AO104
- (656346) 2016 AV105
- (656347) 2016 AM107
- (656348) 2016 AN108
- (656349) 2016 AN112
- (656350) 2016 AQ113
- (656351) 2016 AG115
- (656352) 2016 AM116
- (656353) 2016 AM117
- (656354) 2016 AY118
- (656355) 2016 AP119
- (656356) 2016 AA121
- (656357) 2016 AU123
- (656358) 2016 AB124
- (656359) 2016 AX125
- (656360) 2016 AW127
- (656361) 2016 AX130
- (656362) 2016 AK138
- (656363) 2016 AL138
- (656364) 2016 AB146
- (656365) 2016 AM146
- (656366) 2016 AY147
- (656367) 2016 AN148
- (656368) 2016 AO154
- (656369) 2016 AP160
- (656370) 2016 AT162
- (656371) 2016 AR163
- (656372) 2016 AL166
- (656373) 2016 AS166
- (656374) 2016 AV174
- (656375) 2016 AO177
- (656376) 2016 AC180
- (656377) 2016 AC181
- (656378) 2016 AU181
- (656379) 2016 AG183
- (656380) 2016 AH189
- (656381) 2016 AE192
- (656382) 2016 AK195
- (656383) 2016 AM196
- (656384) 2016 AY198
- (656385) 2016 AG200
- (656386) 2016 AQ203
- (656387) 2016 AF212
- (656388) 2016 AC216
- (656389) 2016 AL216
- (656390) 2016 AP216
- (656391) 2016 AT216
- (656392) 2016 AJ217
- (656393) 2016 AU218
- (656394) 2016 AA220
- (656395) 2016 AQ220
- (656396) 2016 AC221
- (656397) 2016 AG221
- (656398) 2016 AL221
- (656399) 2016 AO221
- (656400) 2016 AW221
- (656401) 2016 AC222
- (656402) 2016 AR222
- (656403) 2016 AS222
- (656404) 2016 AU222
- (656405) 2016 AJ223
- (656406) 2016 AZ224
- (656407) 2016 AB225
- (656408) 2016 AT225
- (656409) 2016 AW225
- (656410) 2016 AD226
- (656411) 2016 AF226
- (656412) 2016 AQ226
- (656413) 2016 AF227
- (656414) 2016 AL227
- (656415) 2016 AW232
- (656416) 2016 AH235
- (656417) 2016 AJ236
- (656418) 2016 AQ236
- (656419) 2016 AR236
- (656420) 2016 AV236
- (656421) 2016 AL238
- (656422) 2016 AP238
- (656423) 2016 AQ238
- (656424) 2016 AA241
- (656425) 2016 AO241
- (656426) 2016 AA243
- (656427) 2016 AT246
- (656428) 2016 AS247
- (656429) 2016 AQ248
- (656430) 2016 AR250
- (656431) 2016 AV254
- (656432) 2016 AA255
- (656433) 2016 AS255
- (656434) 2016 AO256
- (656435) 2016 AH258
- (656436) 2016 AA262
- (656437) 2016 AO262
- (656438) 2016 AB263
- (656439) 2016 AP264
- (656440) 2016 AR265
- (656441) 2016 AF267
- (656442) 2016 AC268
- (656443) 2016 AR268
- (656444) 2016 AY269
- (656445) 2016 AH271
- (656446) 2016 AS271
- (656447) 2016 AV271
- (656448) 2016 AX271
- (656449) 2016 AF273
- (656450) 2016 AH276
- (656451) 2016 AD277
- (656452) 2016 AS278
- (656453) 2016 AU306
- (656454) 2016 AA315
- (656455) 2016 AN329
- (656456) 2016 AX339
- (656457) 2016 AS340
- (656458) 2016 AO341
- (656459) 2016 AN345
- (656460) 2016 AZ345
- (656461) 2016 AQ348
- (656462) 2016 AV349
- (656463) 2016 AZ360
- (656464) 2016 BZ1
- (656465) 2016 BU2
- (656466) 2016 BC4
- (656467) 2016 BX5
- (656468) 2016 BO6
- (656469) 2016 BQ6
- (656470) 2016 BR6
- (656471) 2016 BX12
- (656472) 2016 BK14
- (656473) 2016 BD18
- (656474) 2016 BF20
- (656475) 2016 BL20
- (656476) 2016 BS21
- (656477) 2016 BK24
- (656478) 2016 BS26
- (656479) 2016 BR31
- (656480) 2016 BH32
- (656481) 2016 BM32
- (656482) 2016 BA35
- (656483) 2016 BN36
- (656484) 2016 BU38
- (656485) 2016 BR39
- (656486) 2016 BE40
- (656487) 2016 BA42
- (656488) 2016 BY42
- (656489) 2016 BC43
- (656490) 2016 BF43
- (656491) 2016 BO43
- (656492) 2016 BV44
- (656493) 2016 BB46
- (656494) 2016 BJ46
- (656495) 2016 BK47
- (656496) 2016 BO48
- (656497) 2016 BT49
- (656498) 2016 BS50
- (656499) 2016 BF51
- (656500) 2016 BB53
- (656501) 2016 BQ53
- (656502) 2016 BZ53
- (656503) 2016 BA64
- (656504) 2016 BR64
- (656505) 2016 BZ64
- (656506) 2016 BA65
- (656507) 2016 BH67
- (656508) 2016 BT68
- (656509) 2016 BH70
- (656510) 2016 BH72
- (656511) 2016 BW76
- (656512) 2016 BX79
- (656513) 2016 BG80
- (656514) 2016 BU80
- (656515) 2016 BH81
- (656516) 2016 BZ81
- (656517) 2016 BN82
- (656518) 2016 BO83
- (656519) 2016 BV85
- (656520) 2016 BK86
- (656521) 2016 BH88
- (656522) 2016 BR89
- (656523) 2016 BY90
- (656524) 2016 BK91
- (656525) 2016 BL91
- (656526) 2016 BO91
- (656527) 2016 BS91
- (656528) 2016 BD94
- (656529) 2016 BJ94
- (656530) 2016 BS95
- (656531) 2016 BW95
- (656532) 2016 BJ98
- (656533) 2016 BO100
- (656534) 2016 BA101
- (656535) 2016 BL102
- (656536) 2016 BG104
- (656537) 2016 BK105
- (656538) 2016 BL105
- (656539) 2016 BM111
- (656540) 2016 BV116
- (656541) 2016 BH119
- (656542) 2016 BA125
- (656543) 2016 BB125
- (656544) 2016 BW126
- (656545) 2016 CP
- (656546) 2016 CP2
- (656547) 2016 CY4
- (656548) 2016 CL7
- (656549) 2016 CC8
- (656550) 2016 CX9
- (656551) 2016 CH12
- (656552) 2016 CC13
- (656553) 2016 CS14
- (656554) 2016 CU14
- (656555) 2016 CM18
- (656556) 2016 CQ26
- (656557) 2016 CN27
- (656558) 2016 CG28
- (656559) 2016 CJ34
- (656560) 2016 CM34
- (656561) 2016 CS34
- (656562) 2016 CN38
- (656563) 2016 CV40
- (656564) 2016 CA41
- (656565) 2016 CC41
- (656566) 2016 CJ43
- (656567) 2016 CV44
- (656568) 2016 CQ45
- (656569) 2016 CS45
- (656570) 2016 CF49
- (656571) 2016 CG52
- (656572) 2016 CR52
- (656573) 2016 CF53
- (656574) 2016 CQ53
- (656575) 2016 CR54
- (656576) 2016 CF55
- (656577) 2016 CV56
- (656578) 2016 CN58
- (656579) 2016 CY58
- (656580) 2016 CS59
- (656581) 2016 CO62
- (656582) 2016 CB64
- (656583) 2016 CC67
- (656584) 2016 CM68
- (656585) 2016 CW68
- (656586) 2016 CQ70
- (656587) 2016 CH71
- (656588) 2016 CF73
- (656589) 2016 CM78
- (656590) 2016 CB81
- (656591) 2016 CO82
- (656592) 2016 CJ83
- (656593) 2016 CT84
- (656594) 2016 CT86
- (656595) 2016 CD88
- (656596) 2016 CM90
- (656597) 2016 CB91
- (656598) 2016 CY92
- (656599) 2016 CW94
- (656600) 2016 CJ95
- (656601) 2016 CW115
- (656602) 2016 CQ122
- (656603) 2016 CE127
- (656604) 2016 CN130
- (656605) 2016 CA132
- (656606) 2016 CH132
- (656607) 2016 CN133
- (656608) 2016 CB134
- (656609) 2016 CD143
- (656610) 2016 CM143
- (656611) 2016 CQ145
- (656612) 2016 CA147
- (656613) 2016 CS147
- (656614) 2016 CV147
- (656615) 2016 CX148
- (656616) 2016 CH149
- (656617) 2016 CT149
- (656618) 2016 CZ151
- (656619) 2016 CS155
- (656620) 2016 CY155
- (656621) 2016 CD156
- (656622) 2016 CG179
- (656623) 2016 CE182
- (656624) 2016 CN182
- (656625) 2016 CR186
- (656626) 2016 CC187
- (656627) 2016 CG188
- (656628) 2016 CW188
- (656629) 2016 CR189
- (656630) 2016 CG193
- (656631) 2016 CA195
- (656632) 2016 CU196
- (656633) 2016 CH197
- (656634) 2016 CL197
- (656635) 2016 CA199
- (656636) 2016 CL201
- (656637) 2016 CC202
- (656638) 2016 CR204
- (656639) 2016 CY205
- (656640) 2016 CY206
- (656641) 2016 CZ207
- (656642) 2016 CD213
- (656643) 2016 CF213
- (656644) 2016 CU217
- (656645) 2016 CP218
- (656646) 2016 CE219
- (656647) 2016 CC223
- (656648) 2016 CO223
- (656649) 2016 CQ234
- (656650) 2016 CK238
- (656651) 2016 CX240
- (656652) 2016 CL245
- (656653) 2016 CY245
- (656654) 2016 CS248
- (656655) 2016 CZ248
- (656656) 2016 CW254
- (656657) 2016 CT255
- (656658) 2016 CW255
- (656659) 2016 CF258
- (656660) 2016 CZ259
- (656661) 2016 CF262
- (656662) 2016 CJ262
- (656663) 2016 CH263
- (656664) 2016 CC266
- (656665) 2016 CH266
- (656666) 2016 CT266
- (656667) 2016 CG275
- (656668) 2016 CL276
- (656669) 2016 CT276
- (656670) 2016 CA277
- (656671) 2016 CK279
- (656672) 2016 CT279
- (656673) 2016 CZ279
- (656674) 2016 CZ280
- (656675) 2016 CA281
- (656676) 2016 CH281
- (656677) 2016 CJ281
- (656678) 2016 CR281
- (656679) 2016 CV281
- (656680) 2016 CC283
- (656681) 2016 CH283
- (656682) 2016 CN284
- (656683) 2016 CP284
- (656684) 2016 CQ284
- (656685) 2016 CS284
- (656686) 2016 CU284
- (656687) 2016 CE285
- (656688) 2016 CG285
- (656689) 2016 CH285
- (656690) 2016 CU285
- (656691) 2016 CE286
- (656692) 2016 CV287
- (656693) 2016 CP289
- (656694) 2016 CC291
- (656695) 2016 CR291
- (656696) 2016 CE293
- (656697) 2016 CO293
- (656698) 2016 CK294
- (656699) 2016 CN294
- (656700) 2016 CM295
- (656701) 2016 CV296
- (656702) 2016 CZ298
- (656703) 2016 CY299
- (656704) 2016 CW300
- (656705) 2016 CL303
- (656706) 2016 CA305
- (656707) 2016 CQ306
- (656708) 2016 CT306
- (656709) 2016 CA307
- (656710) 2016 CP311
- (656711) 2016 CZ311
- (656712) 2016 CL312
- (656713) 2016 CA313
- (656714) 2016 CE313
- (656715) 2016 CP315
- (656716) 2016 CL316
- (656717) 2016 CU317
- (656718) 2016 CG318
- (656719) 2016 CZ319
- (656720) 2016 CB321
- (656721) 2016 CL321
- (656722) 2016 CR323
- (656723) 2016 CE326
- (656724) 2016 CN327
- (656725) 2016 CN337
- (656726) 2016 CT340
- (656727) 2016 CK341
- (656728) 2016 CW345
- (656729) 2016 CV350
- (656730) 2016 CG351
- (656731) 2016 CO351
- (656732) 2016 CZ359
- (656733) 2016 CD368
- (656734) 2016 CA372
- (656735) 2016 CK372
- (656736) 2016 CF376
- (656737) 2016 CN380
- (656738) 2016 CR380
- (656739) 2016 CC382
- (656740) 2016 CN412
- (656741) 2016 DZ3
- (656742) 2016 DR4
- (656743) 2016 DZ4
- (656744) 2016 DQ5
- (656745) 2016 DY8
- (656746) 2016 DZ13
- (656747) 2016 DB15
- (656748) 2016 DJ17
- (656749) 2016 DG18
- (656750) 2016 DG22
- (656751) 2016 DS24
- (656752) 2016 DH26
- (656753) 2016 DJ33
- (656754) 2016 DR34
- (656755) 2016 DD35
- (656756) 2016 DO35
- (656757) 2016 DV37
- (656758) 2016 DF39
- (656759) 2016 DV40
- (656760) 2016 DZ41
- (656761) 2016 EP3
- (656762) 2016 ED4
- (656763) 2016 EK8
- (656764) 2016 EQ8
- (656765) 2016 EJ12
- (656766) 2016 ES12
- (656767) 2016 ET12
- (656768) 2016 EO13
- (656769) 2016 EQ13
- (656770) 2016 EH16
- (656771) 2016 EW17
- (656772) 2016 EX17
- (656773) 2016 EH18
- (656774) 2016 EM18
- (656775) 2016 ED19
- (656776) 2016 EU20
- (656777) 2016 EO22
- (656778) 2016 EV22
- (656779) 2016 EC24
- (656780) 2016 ET24
- (656781) 2016 EE25
- (656782) 2016 EA31
- (656783) 2016 EB31
- (656784) 2016 EJ33
- (656785) 2016 EV36
- (656786) 2016 EF37
- (656787) 2016 EY37
- (656788) 2016 EQ38
- (656789) 2016 EF42
- (656790) 2016 EK42
- (656791) 2016 EB43
- (656792) 2016 EG44
- (656793) 2016 ER45
- (656794) 2016 ES50
- (656795) 2016 EZ51
- (656796) 2016 EO52
- (656797) 2016 EW52
- (656798) 2016 ED53
- (656799) 2016 ED60
- (656800) 2016 ES66
- (656801) 2016 EV69
- (656802) 2016 ES72
- (656803) 2016 EU72
- (656804) 2016 EM73
- (656805) 2016 EB74
- (656806) 2016 EG74
- (656807) 2016 EA75
- (656808) 2016 EN77
- (656809) 2016 EQ77
- (656810) 2016 EL78
- (656811) 2016 EQ79
- (656812) 2016 ES80
- (656813) 2016 EJ81
- (656814) 2016 EH82
- (656815) 2016 EV86
- (656816) 2016 EX87
- (656817) 2016 EH94
- (656818) 2016 EN96
- (656819) 2016 EZ100
- (656820) 2016 EC101
- (656821) 2016 EK103
- (656822) 2016 EN108
- (656823) 2016 EP110
- (656824) 2016 EA111
- (656825) 2016 ED116
- (656826) 2016 EE116
- (656827) 2016 EJ117
- (656828) 2016 ER117
- (656829) 2016 EW121
- (656830) 2016 ES122
- (656831) 2016 EX126
- (656832) 2016 ES128
- (656833) 2016 EL131
- (656834) 2016 ES131
- (656835) 2016 EF132
- (656836) 2016 EN135
- (656837) 2016 ED137
- (656838) 2016 EO137
- (656839) 2016 EZ144
- (656840) 2016 EB148
- (656841) 2016 EE160
- (656842) 2016 EC161
- (656843) 2016 EB163
- (656844) 2016 EM166
- (656845) 2016 EW166
- (656846) 2016 EA167
- (656847) 2016 EH168
- (656848) 2016 EG169
- (656849) 2016 EP170
- (656850) 2016 ES171
- (656851) 2016 EH173
- (656852) 2016 EB174
- (656853) 2016 EM175
- (656854) 2016 EZ176
- (656855) 2016 EF177
- (656856) 2016 EE178
- (656857) 2016 EK178
- (656858) 2016 ED179
- (656859) 2016 EL179
- (656860) 2016 ET181
- (656861) 2016 EE183
- (656862) 2016 EZ183
- (656863) 2016 EB184
- (656864) 2016 ER186
- (656865) 2016 EV186
- (656866) 2016 EF187
- (656867) 2016 EB188
- (656868) 2016 EL188
- (656869) 2016 ET190
- (656870) 2016 EZ193
- (656871) 2016 EL199
- (656872) 2016 EN201
- (656873) 2016 EC203
- (656874) 2016 EO212
- (656875) 2016 EM213
- (656876) 2016 EL217
- (656877) 2016 EX217
- (656878) 2016 EJ218
- (656879) 2016 EM218
- (656880) 2016 EN218
- (656881) 2016 EQ218
- (656882) 2016 EC219
- (656883) 2016 ED219
- (656884) 2016 EP219
- (656885) 2016 EC220
- (656886) 2016 EJ220
- (656887) 2016 EW220
- (656888) 2016 EJ221
- (656889) 2016 ES222
- (656890) 2016 EC223
- (656891) 2016 EL225
- (656892) 2016 ET226
- (656893) 2016 EN227
- (656894) 2016 EP227
- (656895) 2016 EH229
- (656896) 2016 EM232
- (656897) 2016 EX232
- (656898) 2016 EX233
- (656899) 2016 EK235
- (656900) 2016 EO235
- (656901) 2016 EE237
- (656902) 2016 EX242
- (656903) 2016 EE244
- (656904) 2016 EN245
- (656905) 2016 EU249
- (656906) 2016 EG252
- (656907) 2016 EU262
- (656908) 2016 EE265
- (656909) 2016 EG265
- (656910) 2016 EX265
- (656911) 2016 EV267
- (656912) 2016 EA269
- (656913) 2016 EW279
- (656914) 2016 EG281
- (656915) 2016 EW292
- (656916) 2016 EG296
- (656917) 2016 EF298
- (656918) 2016 EH300
- (656919) 2016 EL300
- (656920) 2016 EN300
- (656921) 2016 EQ300
- (656922) 2016 EC306
- (656923) 2016 EZ309
- (656924) 2016 EN311
- (656925) 2016 EG317
- (656926) 2016 EU339
- (656927) 2016 FQ1
- (656928) 2016 FB3
- (656929) 2016 FL8
- (656930) 2016 FY8
- (656931) 2016 FM10
- (656932) 2016 FA12
- (656933) 2016 FN15
- (656934) 2016 FA18
- (656935) 2016 FM18
- (656936) 2016 FO18
- (656937) 2016 FC21
- (656938) 2016 FK24
- (656939) 2016 FY24
- (656940) 2016 FC26
- (656941) 2016 FA28
- (656942) 2016 FO28
- (656943) 2016 FS29
- (656944) 2016 FL30
- (656945) 2016 FU30
- (656946) 2016 FU31
- (656947) 2016 FZ31
- (656948) 2016 FF33
- (656949) 2016 FX33
- (656950) 2016 FK36
- (656951) 2016 FD37
- (656952) 2016 FH37
- (656953) 2016 FN37
- (656954) 2016 FY39
- (656955) 2016 FJ42
- (656956) 2016 FE44
- (656957) 2016 FF44
- (656958) 2016 FE46
- (656959) 2016 FX47
- (656960) 2016 FM49
- (656961) 2016 FA50
- (656962) 2016 FS50
- (656963) 2016 FZ51
- (656964) 2016 FS52
- (656965) 2016 FV55
- (656966) 2016 FY57
- (656967) 2016 FG62
- (656968) 2016 FU62
- (656969) 2016 FF63
- (656970) 2016 FH63
- (656971) 2016 FP63
- (656972) 2016 FU63
- (656973) 2016 FL70
- (656974) 2016 FK71
- (656975) 2016 FC75
- (656976) 2016 FQ78
- (656977) 2016 FB79
- (656978) 2016 FZ130
- (656979) 2016 FG163
- (656980) 2016 GL1
- (656981) 2016 GL4
- (656982) 2016 GG5
- (656983) 2016 GA7
- (656984) 2016 GS9
- (656985) 2016 GX12
- (656986) 2016 GB13
- (656987) 2016 GH13
- (656988) 2016 GE15
- (656989) 2016 GB16
- (656990) 2016 GJ16
- (656991) 2016 GM16
- (656992) 2016 GO17
- (656993) 2016 GK18
- (656994) 2016 GS24
- (656995) 2016 GW25
- (656996) 2016 GM28
- (656997) 2016 GE29
- (656998) 2016 GP30
- (656999) 2016 GN31
- (657000) 2016 GS31